# Aue (Bad Berleburg)
Aue (Ausspracheⓘ) (auch die Aue, mundartlich uff da Eiwe) ist ein Ortsteil von Bad Berleburg im Kreis Siegen-Wittgenstein in Nordrhein-Westfalen.

## Geographische Lage

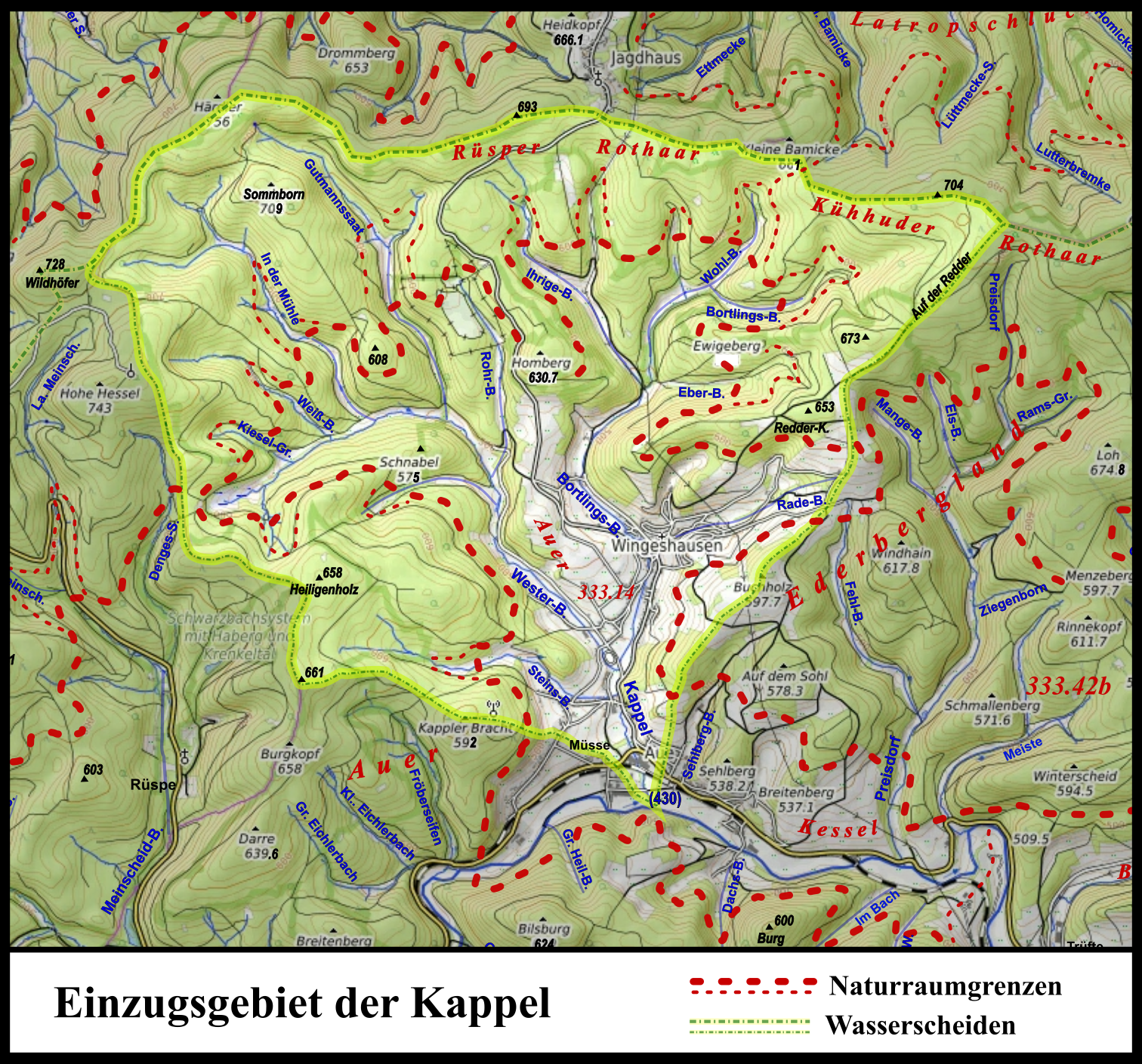
Das Einzugsgebiet der Kappel mit Aue im Süden

Aue liegt, im Nordwesten des historischen Wittgensteiner Landes, im vom Fächer der Kappel ausgeräumten Auer Kessel, dem nordwestlichsten Teil der Wittgensteiner Kammer, der nach Norden unmittelbar an den Kamm der Rothaar stößt und nach Westen und Osten von anderen bewaldeten Teilen des Rothaargebirges eingefasst wird (Auer Ederbergland). Im Süden des Dorfes mündet die Kappel in die Eder.
Nachbarorte von Aue sind Wingeshausen (Norden), Berghausen (Ostsüdosten), Birkefehl (Süden), Birkelbach (Südsüdwesten), Röspe (Südwesten) und Rüspe (Westen).
Der höchste Punkt der Auer Gemarkung findet sich mit 661,2 m an der Grenze zum Kreis Olpe in deren äußersten Westen, etwa 0,6 km nördlich des namentlich bekannteren, ebenfalls auf der Kreisgrenze gelegenen, 658,4 m hohen Burgkopfs. Der niedrigste liegt mit etwa 420 m im äußersten Südosten, am Ausfluss der Eder, der hier die der Preisdorf zufließt.
Der Berg Burg (599,8 m) mit der Ringwallanlage liegt auf der rechten Ederseite, an der Gemarkungsgrenze zu Berghausen. Höchster Berg jenes Abschnitts des Auer Ederberglandes auf Auer Gemarkung ist der Bilsburg (624,2 m).

## Geschichte

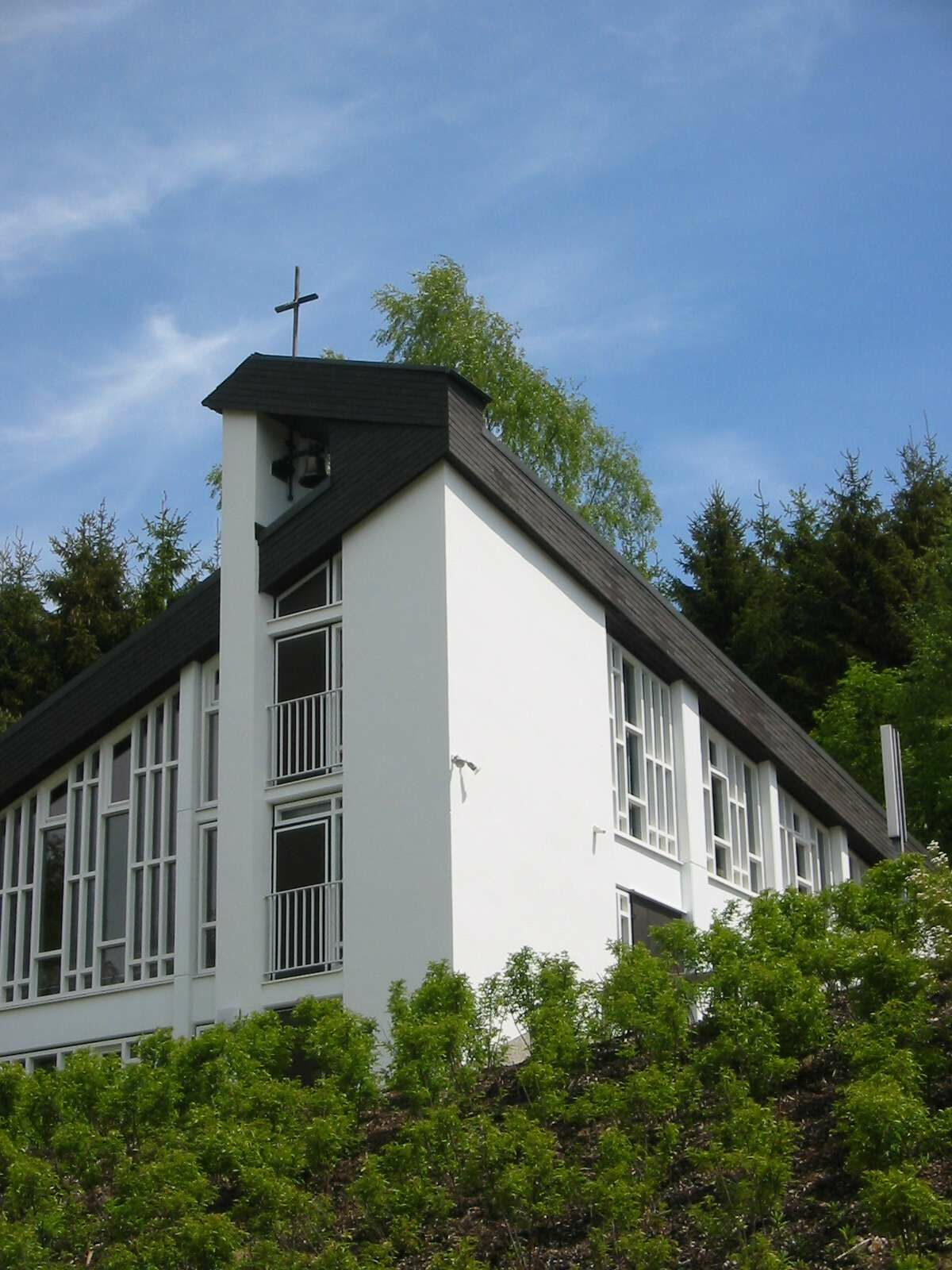
Kirche in Aue

### Burg
Reste einer Ringwallanlage aus der Zeit der Kelten und Germanen auf dem Berg Burg rechts der Eder sind die ältesten erhaltenen Spuren früherer Besiedlung der Gegend. Die Anlage wird in die Zeit zwischen 600 und 400 Jahre vor Christus datiert. Wer diese Wehranlagen angelegt hat, kann nicht mit Gewissheit gesagt werden. Im 4. Jahrhundert n. Chr. erfolgte die planmäßige Besiedelung durch die Franken. Ob eine dauerhafte Besiedelung bis zur Jahrtausendwende stattgefunden hat, kann nicht genau gesagt werden.

### Dorf
Die Geschichte des Dorfes Aue hängt eng mit der von Wingeshausen zusammen. Die erste gesicherte urkundliche Erwähnung erfolgte für das Jahr 1624. Der Ort in seiner mittelalterlichen Schreibweise Awen stand im Zusammenhang mit dem Kirchspiel Wingeshausen. 1782 ist für Aue der Sehlberger Hammer belegbar. 1819 gehört Aue zum Schulzereibezirk Wingeshausen. Ab 1845 gehört der Ort zum Amt Berghausen, später zum Amt Berleburg.
Am 1. Januar 1965 wurde ein Teil des Gutsbezirks Sayn-Wittgenstein-Berleburg (5,56 km2) aufgenommen.
Im Rahmen der kommunalen Neugliederung wurde Aue am 1. Januar 1975 in die Stadt Bad Berleburg eingegliedert.
Der Haupterwerb ist in der Landwirtschaft, Bergbau und der Industrie zu suchen.

### Einwohnerentwicklung
- 1624: 0050 Einwohner in 08 Häusern
- 1819: 0229 Einwohner in 25 Häusern
- 1854: 0351 Einwohner in 41 Häusern
- 1900: 0218 Einwohner
- 1961: 1063 Einwohner[4]
- 1970: 1289 Einwohner[4]
- 1974: 1173 Einwohner[5]
- 2011: 0979 Einwohner
- 2021: 874 Einwohner[6]

## Verkehr

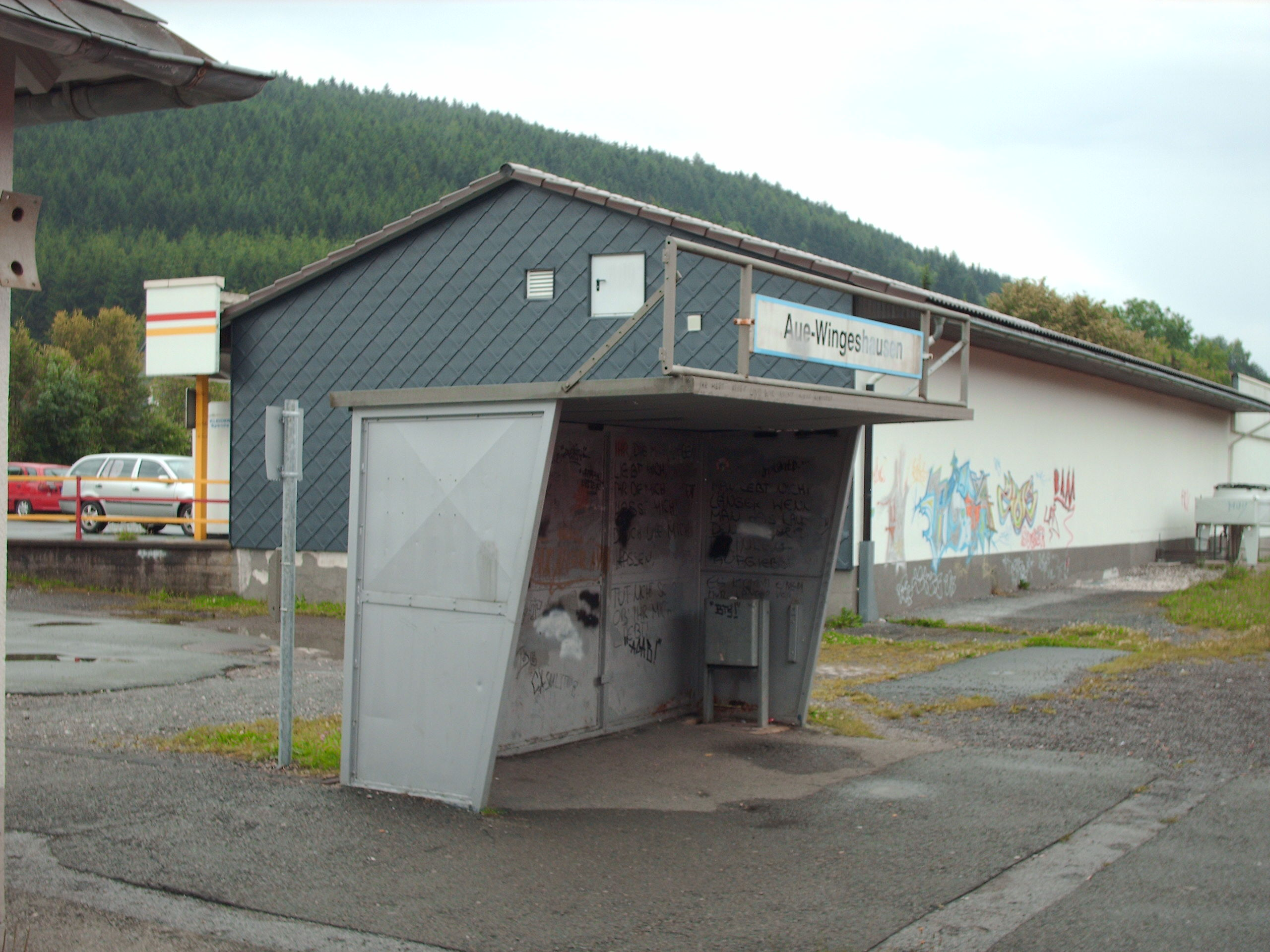
Haltepunkt Aue-Wingeshausen an der Bahnstrecke Erndtebrück–Bad Berleburg

Im Jahre 1911 wurde das Dorf an die schon 1888 in Betrieb genommene eingleisige Bahnstrecke Erndtebrück–Bad Berleburg angeschlossen. Vom Haltepunkt Aue-Wingeshausen verkehrt stündlich die Linie RB 93 der HLB Hessenbahn nach Bad Berleburg beziehungsweise Siegen.
| Linie | Verlauf | Takt                                             |
| ----- | --- | ------------------------------------------------ |
| RB 93 | Rothaarbahn: Betzdorf (Sieg) – Kirchen – Freusburg Siedlung – Brachbach – Mudersbach – Niederschelden – Niederschelden Nord – Eiserfeld (Sieg) – Siegen Hbf – Siegen-Weidenau – Siegen-Geisweid – Kreuztal – Ferndorf (Siegen) – Kredenbach – Dahlbruch – Hillnhütten – Stift Keppel-Allenbach – Hilchenbach – Vormwald Dorf – Vormwald – Lützel – Erndtebrück – Birkelbach – Aue-Wingeshausen – Berghausen (b Wittgenstein) – Raumland-Markhausen – Bad Berleburg Werktags einzelne Fahrten von Au (Sieg) bzw. Altenkirchen, Samstags 2x von Marburg nach Betzdorf als RB 94 Stand: Fahrplanwechsel Dezember 2021 | 60 min 120 min (Betzdorf–Siegen sonn-/feiertags) |

Zudem führt etwa in West-Ost-Richtung im Abschnitt Röspe–Berghausen die Landesstraße 553 hindurch. Diese kreuzt in Nord-Süd-Richtung die Kreisstraße 42 im Abschnitt Wingeshausen–Birkefehl.